# Edgars Vardanjans
Edgars Vardanjans (Erevan, 9 maggio 1993) è un ex calciatore lettone, di ruolo centrocampista.